# Henri Louette
Henri Louette (6. září 1900 Rance – 9. ledna 1985 Pointe-Claire) byl belgický reprezentační hokejový útočník.
V roce 1924 byl členem Belgického hokejového týmu, který skončil osmý na zimních olympijských hrách.